# Pseudeuclea
Pseudeuclea is een kevergeslacht uit de familie van de boktorren (Cerambycidae). De wetenschappelijke naam van het geslacht werd voor het eerst geldig gepubliceerd in 1931 door Schwarzer.

## Soorten
Pseudeuclea omvat de volgende soorten:
- Pseudeuclea cribrosa Schwarzer, 1931
- Pseudeuclea roseolata Breuning, 1961